# 華麗なるファンタジア
ミュージカル・コメディ『華麗なるファンタジア』（かれいなるファンタジア）は宝塚歌劇団のミュージカル作品。宝塚は16場。
星組公演。
併演作品は宝塚の本公演が『ブギ・ウギ・フォーリーズ』、1988年の地方公演と福岡公演は『タカラヅカ・フォーリーズ』。
作・演出は太田哲則。

## 概要
※『宝塚歌劇100年史（舞台編）』の宝塚大劇場公演を参考にした。
フランスの啓蒙思想家・ヴォルテールの小説「カンディード」を原作にしたコメディ作品。主人公のカンディードが恋人クネゴンドを求めて巡る、恋と冒険の物語。

## あらすじ
※『宝塚歌劇100年史（舞台編）』の宝塚大劇場公演を参考にした。
18世紀中頃のドイツ、ウエストファリアを舞台とする。大公の館に行儀見習に入っているカンディードは、大公の娘クネゴンドと相思相愛の仲。クネゴンドの兄マックスと親同士が決めた許婚者ジャン・ジャックは二人の仲を裂こうと結託、カンディードは追い出されてしまう。

## 公演期間と公演場所
- 1986年9月26日 - 11月11日（新人公演：10月21日）　宝塚大劇場
- （東京宝塚劇場では未公演）
- 1988年4月14日 - 4月29日　地方公演（4月14日・市川、15日・千葉、16日・藤沢、17日・綾瀬、19日・水戸、20日・いわき、22日・前橋、23日・大宮、24日・久喜、26日・郡山、27日・喜多方、29日・大津）
- 1988年5月1日 - 5月5日　福岡市民会館

## スタッフ（宝塚公演）
- 作曲・編曲：吉崎憲治、橋本和明
- 音楽指揮：野村陽児
- 振付：ジム・クラーク
- 装置：石濱日出雄、関谷敏昭
- 衣装：任田幾英
- 照明：今井直次
- 小道具：榎本満春
- 効果：川ノ上智洋
- 音響監督：松永浩志
- 演出助手：正塚晴彦、日比野桃子
- 舞台進行：渡辺勝彦
- 制作：橋本雅夫

## 主な配役

### 宝塚（配役）
本公演
- カンディード - 峰さを理
- クネゴンド - 南風まい
- マクシミリアン男爵 - 日向薫
- ジャン・ジャック伯爵 - 紫苑ゆう
- パケット - 毬藻えり
- テントロンク大公 - 葉山三千子
- テントロンク大公妃 - 藤京子
- カカンボ - 三城礼
- パレストリーナ - ありす未来
- パングロス博士 - 一樹千尋
- ドン・フェルナンド - 萬あきら
- マティン - 夏美よう
- マライヤ姫 - 洲悠花

新人公演
- カンディード - 麻路さき
- クネゴンド - 乙原愛
- マックス（S1 - 9） - 千秋慎
- マックス（S10 - 16） - 卯月佳
- J・J - 海峡ひろき
- パケット - 茜このみ
- テントロンク大公 - 鞠村奈緒
- 大公妃 - 朝露あかり
- カカンボ - 大輝ゆう
- パレストリーナ - 出雲綾
- パングロス博士 - 泉つかさ
- ドン・フェルナンド - 愛甲充

### 地方公演・福岡公演（配役）
- カンディード - 日向薫
- クネゴンド姫 - 南風まい
- マクシミリアン - 紫苑ゆう
- ジャン・ジャック - 麻路さき
- パケット - 毬藻えり